# Nagy-Gete
Nagy-Gete är ett berg i Ungern.   Det ligger i provinsen Komárom-Esztergom, i den nordvästra delen av landet, 40 km nordväst om huvudstaden Budapest. Toppen på Nagy-Gete är 453 meter över havet, eller 251 meter över den omgivande terrängen. Bredden vid basen är 12,9 km.
Terrängen runt Nagy-Gete är platt västerut, men österut är den kuperad. Runt Nagy-Gete är det ganska tätbefolkat, med 100 invånare per kvadratkilometer. Närmaste större samhälle är Esztergom, 10,3 km norr om Nagy-Gete. Trakten runt Nagy-Gete består till största delen av jordbruksmark.